# Nomada alpha
Nomada alpha är en biart som beskrevs av Cockerell 1905. Nomada alpha ingår i släktet gökbin, och familjen långtungebin.

## Underarter
Arten delas in i följande underarter:
- N. a. alpha
- N. a. dialpha
- N. a. paralpha